# Eosinophile Fasziitis
Die Eosinophile Fasziitis (Synonym: Shulman-Syndrom) ist eine seltene Erkrankung des Bindegewebes, bei der es zur Entzündung der Faszien mit Schwellung und Verhärtung der Haut, einem vermehrten Auftreten von Eosinophilen Granulozyten im Blut (Eosinophilie) und einer Hypergammaglobulinämie kommt. Seit der Erstbeschreibung 1974 wurden einige hundert Fälle weltweit beschrieben. Meistens tritt die Erkrankung zwischen dem 20. und 30. sowie dem 45. und 60. Lebensjahr auf, wobei auch Fälle von Kindern und sehr alten Patienten beschrieben wurden. Die Therapie der Wahl ist die Gabe von hochdosierten Corticosteroiden wie Cortison.

## Krankheitsentstehung
Die Ursachen der Erkrankung sind nicht bekannt. Manchen Fällen ging die Einnahme bestimmter Medikamente voraus (beispielsweise Statine), oder eine Infektion oder starke körperliche Anstrengung. Meistens treten die Symptome aber ohne erkennbaren Auslöser auf. Wahrscheinlich führt ein – wie auch immer gearteter – Reiz zu einer fehlgeleiteten Immunantwort, durch die sich eosinophile Granulozyten und Lymphozyten an den Faszien anlagern. Im Rahmen der Entzündungsreaktion kommt es zur Vermehrung des Bindegewebes der Faszien. Welche Mechanismen dabei genau eine Rolle spielen ist bislang nicht aufgeklärt worden.

## Symptome
Die Erkrankung beginnt üblicherweise mit einer symmetrischen Rötung und Verhärtung der Unterhaut mit nachfolgender Orangenhaut und Ödemen an den Armen und Beinen. Dies führt häufig zu einer Einschränkung der Gelenkbeweglichkeit. Ein typisches Zeichen sind Einziehungen der Haut, die dem Verlauf der Unterhautvenen folgen. Die Zeichen zeigen sich gelegentlich auch am Hals oder Rumpf, die inneren Organe sind jedoch in aller Regel nicht betroffen.

## Diagnose

### Laborbefunde
In der Blutuntersuchung wird häufig eine Vermehrung Eosinophiler Granulozyten (Eosinophilie), eine Erhöhung von Immunglobulinen (Hypergammaglobulinämie) sowie dem C-reaktiven Protein und eine beschleunigte Blutsenkungsgeschwindigkeit gefunden.

### Bildgebung
Am besten ist die Magnetresonanztomographie (MRT) zur bildgebenden Diagnostik geeignet. Hier zeigen sich die betroffenen Faszien verdickt und mit Wasser angereichert. Die Nutzung von Ultraschall befindet sich noch im Versuchsstadium, scheint sich aber für die Verlaufskontrolle unter Therapie zu eignen.

### Pathologie
Das Vorliegen einer Eosinophilen Fasziitis kann durch eine tiefe Biopsie, die Haut und Muskulatur mit einschließt, und anschließende feingewebliche mikroskopische Untersuchung bewiesen werden. Hier zeigen sich die Faszien verdickt und durchsetzt von eosinophilen Granulozyten und T-Killerzellen. Auch Makrophagen und Plasmazellen können angetroffen werden. In manchen Fällen wird auch eine Myositis (eine Muskelentzündung) nachgewiesen.

### Differentialdiagnosen
Die Eosinophile Fasziitis muss differentialdiagnostisch von folgenden Erkrankungen abgegrenzt werden:
- Eosinophilie-Myalgie-Syndrom
- Hypereosinophilie-Syndrom
- Systemische Sklerose
- Eosinophile Granulomatose mit Polyangiitis
- Kutanes Lymphom